# Oeceoclades versicolor
Espèce
Statut de conservation UICN

 CR  : 
En danger critique
Statut CITES

Oeceoclades versicolor est une espèce d'orchidée terrestre de la famille des Oeceoclades, endémique de l'île de La Réunion dans l'océan Indien, classée « en danger critique »,.

## Répertoriation
En 1880, le botaniste français Charles Frappier publie une liste de 145 orchidées poussant sur l'île de la Réunion, mais meurt avant de pouvoir terminer ses études et décrire formellement toutes les espèces. Le travail de Frappier est poursuivi par Eugène Jacob de Cordemoy. Dans son ouvrage de 1895 « Flore de l'île de La Réunion », il décrit Eulophia versicolor et attribue le nom à Frappier, bien que l'espèce n'apparaisse pas sur la liste de 1880 des orchidées de La Réunion. 
En 2014, Jean-Bernard Castillon, passionné et collectionneur français d'orchidées, transfère l'espèce du genre Eulophia à Oeceoclades sur la base de plusieurs caractéristiques morphologiques.

## Statut de l'espèce
Fortement menacée, Oeceoclades versicolor figure sur la liste rouge de l'Office français de la biodiversité, classée « en danger critique ». La situation de l'espèce s'est fortement dégradée en raison de nombreux prélèvements humains, de défrichements, ainsi que d'espèces exotiques envahissantes qui menacent son habitat.